# Nicolaus Eke
Nicolaus Eke (även Eck eller Ecke), född omkring 1541, död 28 augusti 1623, var en lettisk borgmästare.
Nicolaus Eke var son till en borgare i Riga med samma namn. Han blev 1576 rådherre, 1581 borgmästare och 1583 burggreve i staden. Han fick 1585 sitt hus utplundrat i samband med kalenderupploppet och tvingades fly ur staden och kunde återkomma först i samband med det severinska fördraget 1589. Motsättningarna mellan Eke hans fraktion gentemot syndicus David Hilchen och hans parti. 1604 vann borgerskapet en sådan en maktställning som ledde till att Eke 1605 avsattes och tvingades i landsflykt. Genom ett polskt ingripande kunde Eke dock 1612 återinsättas. Under Gustav II Adolfs belägring av Riga 1621 ledde Eke tillsammans med Thomas Ram stadens försvar och efter kapitulationen var han den som överlämnade stadens nycklar till Gustav Adolf.